# XMMS
XMMS (X Multimedia System) — вільний аудіоплеєр для POSIX-сумісних операційних систем (Linux, FreeBSD, Solaris, Mac OS X). XMMS підтримує практично всі широко розповсюджені  аудіоформати, має простий та зручний інтерфейс користувача. Плеєр заснований на  віконній системі  X і розповсюджується за  вільною ліцензією GNU GPL. XMMS створений за зразком популярного плеєра Winamp, має аналогічні  віджети, підтримує  скіни та  плагіни Winamp'а. Багато користувачів вважають XMMS аналогом Winamp для UNIX-подібних  операційних систем.

## Історія
Перша версія плеєра була написана у листопаді 1997 року Пітером і Майклом Альм (Peter and Mikael Alm) під назвою X11Amp. Це була одна з перших програм для зручного прослуховування музики на платформі UNIX. Розробники орієнтувалися на плеєр Winamp, який з'явився у травні того ж року. Уже з першого випуску XMMS мав підтримку скінів та плагінів Winamp. Спочатку XMMS поширювався під закритою  лізензією, але тепер він перейшов на GNU General Public License.
10 липня 1999 року компанія 4Front Technologies вирішила спонсорувати проєкт і він отримує нову назву XMMS — X Multimedia System. Офіційно, буква «X» в назві означає «кросплатформовий», хоч більшість користувачів вважають, що це значить «X11», «X Window System» тощо.
З поширенням бібліотеки  GTK2 та збільшенням потужності комп'ютерів розробники  дистрибутивів та рядові користувачі все більше надають перевагу іншим плеєрам (Amarok, MPlayer) або  форкам, таким як Audacious.

## Форки
XMMS дав початок багатьом  форкам. Основною причиною написання форків була напрямленість оригінального плеєра на  графічну бібліотеку  GTK1, в той час як стала поширеною сучасніша бібліотека  GTK2. В більшості сучасних  дистрибутивів Linux GTK1 уже не включають. Становище погіршував той факт, що значна частина плагінів також працювала на старій бібліотеці.
- XMMS2 (X-platform Music Multiplexing System 2) з'явився в кінці 2002 — на початку 2003 року, був заснований на GTK2 і мав клієнт-серверну модель.
- Beep Media Player (BMP) з'явився у 2003 році, був написаний з використанням GTK2. У 2005 році проєкт припинив існування, давши початок ще двом форкам:
  - Audacious;
  - BMPx.

## Можливості
- Підтримка багатьох  форматів аудіофайлів, що підключається та може бути розширеною за допомогою плагінів.
- Вивід звуку на ALSA, OSS та інші пристрої за допомогою відповідних плагінів.
- Простий, зручний та інтуїтивно зрозумілий  інтерфейс, знайомий з Winamp.
- Еквалайзер, плейлист.
- Повна підтримка  скінів Winamp версії 2.
- Підтримка  плагінів Winamp для візуалізації, звукових ефектів тощо.
- Велика кількість власних плагінів, створених за довгу історію плеєра (для Debian існує понад 70 пакетів).

## Переваги та недоліки
XMMS простий, швидкий та надійний в роботі. За понад десятирічний термін свого існування XMMS здобув симпатії цілого покоління прихильників  ОС Unix/Linux. Протягом цього часу спільнотою розробників було створено велику кількість плагінів для додавання практично будь-якої часто використовуваної функції, що відсутня у ядрі програми.
До недоліків плеєра можна віднести його напрямленість на платформу  GTK1 (не було актуальним до появи GTK2 у 2002 році), бідний набір функцій.